# John Beavan, Baron Ardwick
John Beavan, Baron Ardwick (n. 19 aprilie 1910 – d. 18 august 1994) a fost un om politic britanic, membru al Parlamentului European în perioada 1973-1979 din partea Regatului Unit.
1. ↑  John Cowburn Morgan Beavan, Baron Ardwick, The Peerage, accesat în 9 octombrie 2017
2. 1 2 3  The Peerage